# Cupressus ugelii
Cupressus ugelii là một loài thực vật hạt trần trong họ Cupressaceae. Loài này được Hort. ex Lavallée mô tả khoa học đầu tiên..